# والتر سكوت (لاعب كرة قدم)
والتر سكوت (بالإنجليزية: Walter Scott)‏ (23 يونيو 1932 في المملكة المتحدة - ) هو مدرب كرة قدم ولاعب كرة قدم بريطاني في مركز حراسة المرمى. لعب مع نادي فالكيرك وهاميلتون أكاديميكال ونادي دمبرتون.